# Île aux Aigrettes (Aldabra)
Île aux Aigrettes (dt.: „Reiherinsel“) ist eine Insel der Republik der Seychellen im Atoll Aldabra. Sie liegt zusammen mit anderen Riffinseln im Mangrovenirrgarten im Ostteil der Lagune, eingeschlossen von der großen Insel Grand Terre.

## Geographie
Die Insel liegt im Osten des Atolls am Eingang der Bucht Bras Takamaka und am Südrand der Flamingo Passage.